# (523794) 2015 RR245
(523794) 2015 RR245 — кандидат у карликові планети, об'єкт Пояса Койпера, транснептуновий об'єкт. Орієнтовно цей об'єкт досягне перигелію 28 листопада 2092 року. Його орбіта буде уточнюватися протягом найближчих років, після чого (523794) RR245 отримає назву.

## Історія відкриття
Міжнародна команда астрономів, включаючи дослідників з Університету Британської Колумбії виявила цей об'єкт, що обертається в диску крижаних об'єктів за межами Нептуна. Об'єкт був знайдений за допомогою Канадсько-Франко-Гавайського телескопа на Мауна-Кеа, Гаваї, в рамках поточного Огляду походження зовнішньої частини Сонячної системи (OSSOS). (523794) RR245 вперше помітили в лютому 2016 року.

## Фізичні характеристики
(523794) 2015 RR245 близько 700 км в діаметрі й має одну з найбільших видовжених орбіт серед транснептунових об'єктів.